# Cunco
Cunco, jedno od plemena araukanske porodice, naseljeno na čileanskoj obali između Valdivije i kanala Chacao (canal de Chacao), uključujući i sjeverni dio velikog otoka Chiloé. 
Uzgajivači krumpira, quinoe i kukuruza, te lovci i ribari koji su se služili dalca-pirogama kakve su imali i Chono Indijanci, u kojima su plovili u blizini svojih obala. Lovili su manje sisavce na kopnu, ali i morske lavove uz obalu, te sakupljali biljke, divlje voće i neke vrste gljiva koje rastu po drveću
Jezik cunco je pripadao araukanskoj porodici.